# Mouvement révolutionnaire internationaliste
Le mouvement révolutionnaire internationaliste (MRI) est une organisation communiste internationale qui soutient le maoïsme. 
Fondé en France en mars 1984, le mouvement révolutionnaire internationaliste cherche à unir les partis marxistes-léninistes-maoïstes du monde dans une tendance politique unique. Le MRI croit que la stratégie maoïste appelée théorie de la guerre du peuple est la stratégie la plus efficace pour la révolution marxiste dans un monde en développement et soutient activement les partis menant la guerre du peuple. 
Le MRI publie un journal théorique appelé    Un Monde A Gagner  (A World To Win).

## Membres fondateurs
Le mouvement révolutionnaire internationaliste a été fondé lors d’une conférence en mars 1984. Les partis fondateurs étaient : 
- Union des communistes iraniens (Sarbedaran)
- Central Reorganisation Committee, parti communiste indien (marxiste-léniniste)
- Ceylon Communist Party
- Collectif communiste d'Agit/Prop, Italie
- Parti communiste de Colombie (marxiste-léniniste), Comité régional Mao Tsetung
- Parti communiste du Pérou - Sentier lumineux
- Parti communiste de Turquie/marxiste-léniniste
- Haitian Revolutionary Internationalist Group
- Parti communiste du Népal (Mashal)
- New Zealand Red Flag Group
- Groupe communiste de Nottingham, Royaume-Uni
- Organisation communiste prolétarienne, marxiste-léniniste, Italie
- Groupe communiste révolutionnaire de Colombie
- Leading Committee, Revolutionary Communist Party, India
- Parti communiste révolutionnaire, Chili
- Parti communiste révolutionnaire, États-Unis
- Union communiste révolutionnaire, République dominicaine
- Stockport Communist Group, Royaume-Uni[2]

## Membres actuels
Un grand nombre d'organisations fondatrice se sont éteintes ou ont changé de noms au cours des années quand elles ont augmenté en force. 
Le Parti communiste du Népal (Mashal) a quitté le mouvement pour raisons de différences de ligne politique, mais le groupe (maintenant beaucoup plus grand) du Parti communiste du Népal (maoïste), en est membre. 
Les organisations membres indiennes se sont regroupées dans le Parti communiste d'Inde (maoïste), qui n'est pas actuellement membre. 
De nouvelles forces sont entrées aussi dans le MRI les années suivantes, dont le Parti communiste d'Afghanistan (maoïste) et le Parti communiste révolutionnaire(Canada).

## Conflit armé
Certaines organisations membres du MRI, le Parti communiste maoïste de la Turquie et du Kurdistan du Nord et le Parti communiste du Pérou sont actuellement engagés dans un conflit armé. Le MRI soutient aussi les guerres révolutionnaires menées par le Parti communiste des Philippines et le Parti communiste d'Inde (maoïste).

### Documents du MRI
- (fr) Mouvement Révolutionnaire Internationaliste: Déclaration de 1984
- (fr) Mouvement Révolutionnaire Internationaliste: Vive le maoïsme !
- (en) Other statements